# Notte (mitologia)

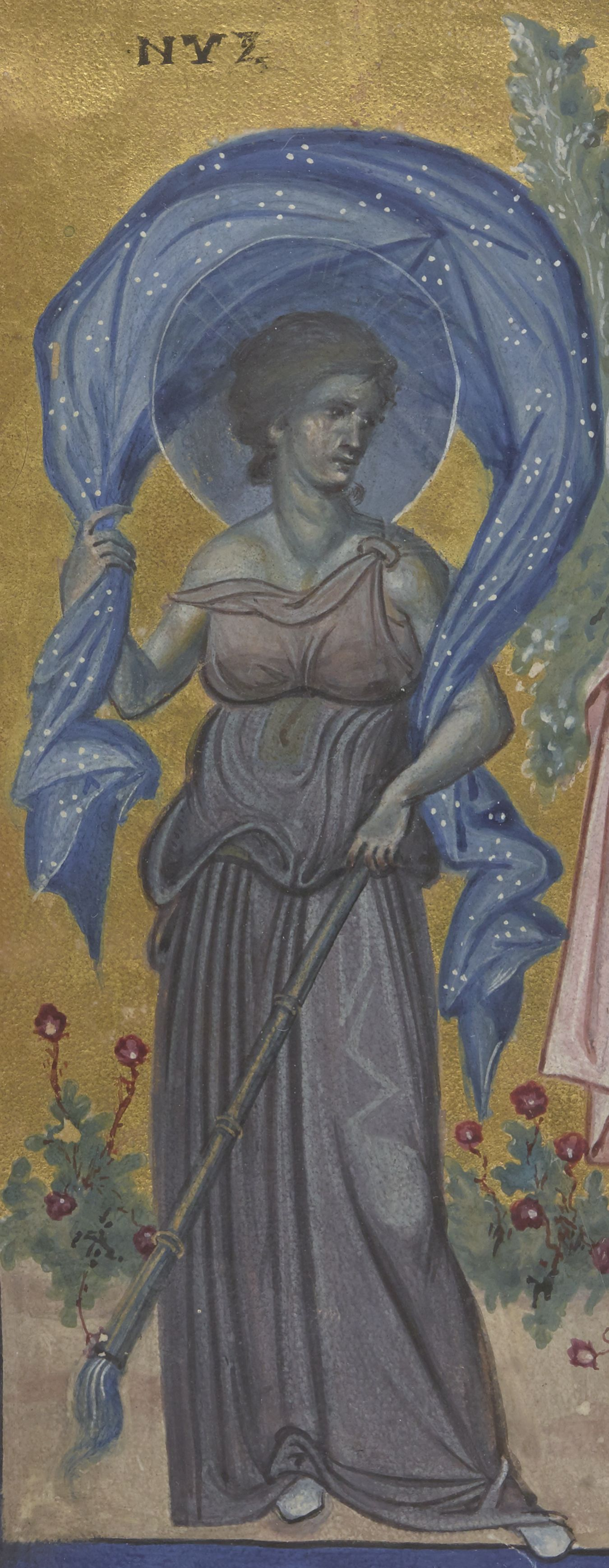
Nyx nel Salterio di Parigi

Notte o Nyx (in greco antico: Nύξ?, Nýx, "notte") è una delle divinità primordiali della mitologia greca.

## Mitologia
Secondo la Teogonia di Esiodo, Notte era figlia di Caos, mentre nella cosmogonia orfica era figlia di Phanes; nelle Fabulae, Igino la dice figlia di Caos e di Caligine. Sempre secondo Esiodo, Notte era la personificazione della notte terrestre, in contrapposizione al fratello Erebo, che rappresentava la notte del mondo infernale. Era inoltre contrapposta ai suoi figli Etere (la luce) ed Emera (il giorno).
Notte era una delle divinità più antiche, e dimorava nel cielo; secondo Omero, anche Zeus ne aveva paura. A essa è intitolato il Nyx Mons su Venere, così come uno dei satelliti naturali di Plutone, Notte.
Questa divinità fu ripresa nella mitologia romana con il nome di Nox.

### Figli di Notte
Notte fu madre di alcune delle altre divinità primordiali: secondo Esiodo (Teogonia) e Cicerone (De natura deorum), da suo fratello Erebo Notte ebbe Etere ed Emera; secondo Cicerone e Igino fu madre anche di Eros, sempre da Erebo; Bacchilide afferma invece che Emera la concepì con Crono.
Oltre a questi figli, le è attribuita la maternità anche di numerose altre figure della mitologia greca, perlopiù daimones (a volte detti "personificazioni"). Nella Teogonia, Esiodo dice che, senza controparte maschile, Notte da sola generò:
- Acli
- Apate
- Arai
- Eris
- Le Esperidi
- Geras
- Ipno
- Ker e le Keres
- Le Moire
- Momo
- Moros
- Nemesi
- Oizys
- Gli Oneiroi
- Philotes
- Tanato

Orfeo la dice madre del cosmo e di Eros dall'uovo cosmico.
Anche Igino le attribuisce più o meno gli stessi figli, ma stavolta generati con Erebo: 
- Amicitia (Philotes)
- Amor (Eros)
- Continentia (Sofrosine)
- Discordia (Eris)
- Prudentia (Epifrone)
- Le Esperidi
- Eufrosine (Letizia)
- Fatum (Moros)
- Letum (Ker)
- Miseria (Oizys)
- Misericoria (Eleos)
- Mors (Tanato)
- Nemesis (Retributione)
- Le Parche (Moire)
- Petulantia (Hybris)
- Senectus (Geras)
- Somnia (Oneiroi)
- Somnus (Ipno)
- Stige

Cicerone le attribuisce, sempre con Erebo:
- Amor (Eros)
- Dolus (Dolos)
- Le esperidi
- Fatum (Moros)
- Fraus (Apate)
- Gratia (Philotes)
- Invidentia (Nemesi)
- Labor (Ponos)
- Metus (Fobos)
- Miseria (Oizys)
- Morbus (Nosos)
- Mors (Tanato)
- Le parche (Moire)
- Querella (Momos)
- Senectus (Geras)
- Somnia (gli oneiroi)
- Tenebrae (Keres)

Altre fonti le attribuiscono poi diversi altri figli: ad esempio, sia da Cicerone sia nell'Argonautica Orphica è detta madre di Urano; Bacchilide (Frammento 1b) le attribuisce Ecate; la maternità delle Erinni le viene attribuita da Eschilo (Le Eumenidi), Licofrone (Alessandra), Ovidio (Le metamorfosi) e Virgilio (Eneide). Nell'Eracle di Euripide è detta anche madre di Lissa, concepita quando venne a contatto col sangue che Urano perse quando venne evirato da Crono.

Dai Romani era considerata anche madre di Erumna (Aerumna in latino), la dea dell'incertezza e dell'inquietudine, in costante compagnia del Dolore e del Timore.

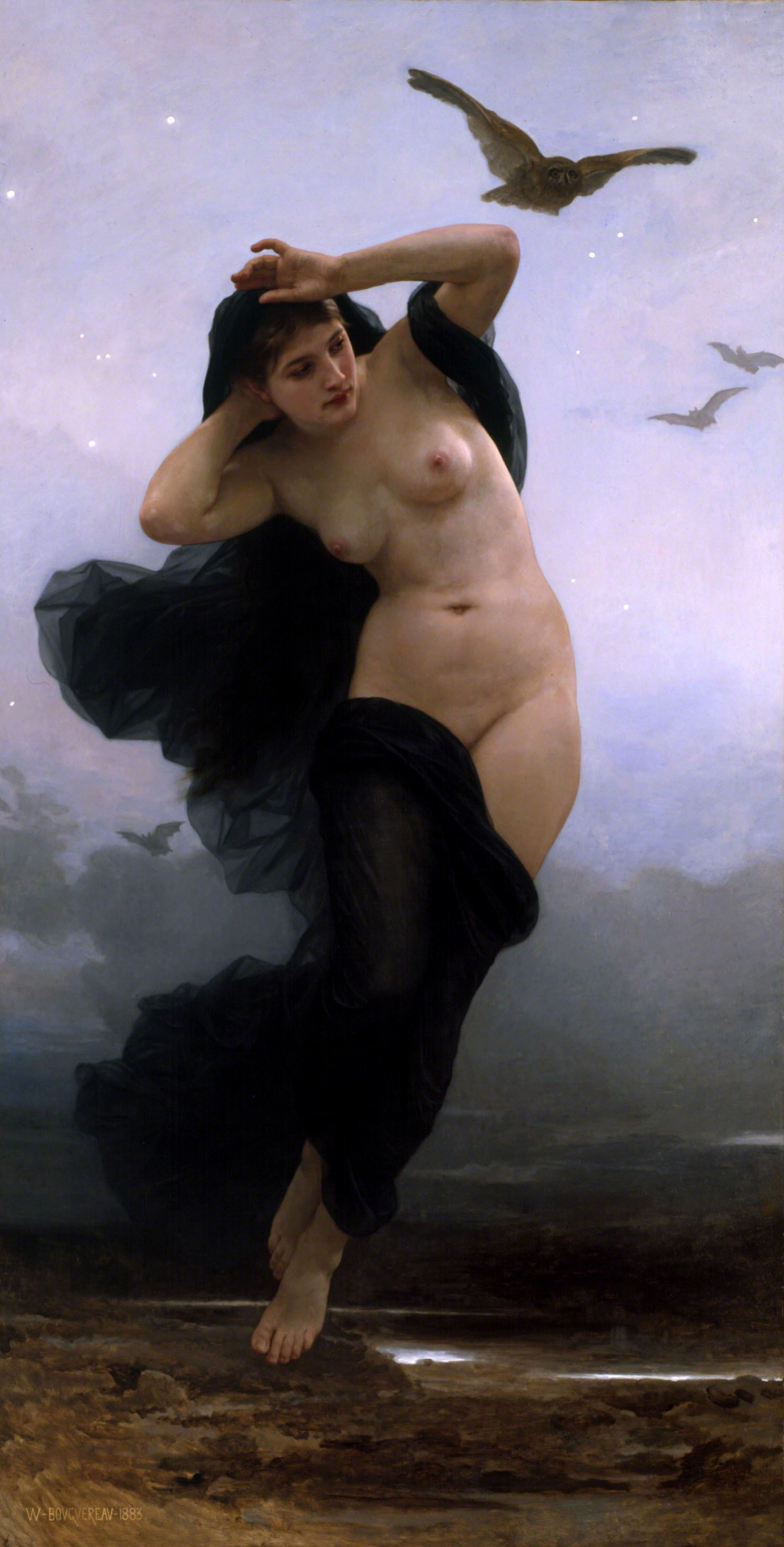
La Notte, di William-Adolphe Bouguereau (1883)